# Rivière Lefroy
Rivière Lefroy är ett vattendrag i Kanada.   Det ligger i provinsen Québec, i den östra delen av landet, 1 600 km norr om huvudstaden Ottawa.
Trakten runt Rivière Lefroy består i huvudsak av gräsmarker. Trakten runt Rivière Lefroy är nära nog obefolkad, med mindre än två invånare per kvadratkilometer.